# Black Cat (Gatto nero)
Black Cat (Gatto nero)  è un film del 1981 diretto da Lucio Fulci. È uno degli horror meno truculenti di Fulci, il quale decide di esaltare la tecnica registica e le interpretazioni degli attori piuttosto che l'uso del sangue.
Il soggetto di Biagio Proietti è liberamente tratto dal racconto Il gatto nero di Edgar Allan Poe.

## Trama

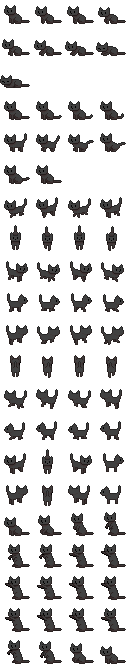
Una scena del film

Il dottor Robert Miles, grazie a poteri extrasensoriali, è in grado di comunicare coi morti e di controllare la mente del suo gatto nero, particolarmente aggressivo nei suoi confronti: ciononostante utilizza l'animale per compiere le sue vendette e uccidere chiunque sia contro di lui. La fotografa Jill, che lavora in coppia con due poliziotti di Scotland Yard, scopre che accanto ai cadaveri, al momento della morte, c'è sempre un gatto nero: si reca quindi a casa di Miles, dove ha conferma dei propri sospetti sul suo coinvolgimento nei misteriosi omicidi del gatto.

## Collegamenti ad altre pellicole
- Lo stesso racconto di Poe è stato utilizzato come soggetto per Il tuo vizio è una stanza chiusa e solo io ne ho la chiave (1972) di Sergio Martino e verrà ripreso come soggetto anche per l'episodio di Dario Argento Il gatto nero, tratto dal film Due occhi diabolici (1990) diretto insieme a George A. Romero.